# Цутия, Кэйити
Кэйичи Цучия (яп. 土屋 圭市 Цучия Кэйичи, 30 января 1956, Нагано, Япония) — японский автогонщик, легенда дрифта, получил прозвище «король дрифта» (англ. Drift King) за отменное управление автомобилем в дрифте. Его автомобиль Toyota AE86 Sprinter Trueno, прозванный Хачи Року (букв. «восемь шесть») — стал одним из популярнейших автомобилей в этом виде спорта. Кэйити является победителем множества чемпионатов. В возрасте 47 лет он объявил о завершении профессиональной карьеры. В 2006 году снялся в эпизоде к фильму «Тройной форсаж: Токийский дрифт» в роли рыбака, комментирующего дрифт главного героя.

## Биография
Кэйити начал свою карьеру с Fuji Freshman series в 1977 году. В отличие от водителей, которые стали известными благодаря деньгам или связям в области автоспорта, Кэйити сам приобрел свои навыки в уличных гонках. Его именем в качестве псевдонима называют участников уличных гонок (к примеру: Кайла Рудольфа, гонщика CMRA прозвали «Кэйити Цутия в мотоспорте», за то как он ездил перед выходом на трассу).

## Карьера

### Национальные чемпионаты
Он продолжает принимать участие в таких чемпионатах как «Japanese Formula Three Championship», «Japanese Touring Car Championship» (JTCC) на Nissan Skyline GT-R в группе А чемпионата, и на Honda Civic в «Supertouring car championship».

### Ле-Ман
Цутия стал победителем в своем классе, заняв итоговое 8 место в общем 24-часовом чемпионате 1995 года на Honda NSX. Затем в 1999 в той же гонке на Toyota GT-one, при попытке опередить BMW V12 LMR, столкнулся с идущим сзади BMW LMP и сошёл с трассы, повредив шину, но тем не менее сумел показать самый лучший круг и пришёл вторым.

### Наскар
Принимал участие в показательной гонке Nascar треках Suzuka Circuit (Suzuka Thunder 100) и Twin Ring Motegi Superspeedway в 1998 NASCAR-sanctioned exhibition and 1999 NASCAR Grand National Division, AutoZone West Series.
Когда Цутия участвовал в кольцевых автогонках, его лицензия была приостановлена из-за развития нелегальных гонок и участия в них.
В Shuto Kousoku Trial он советует не участвовать в уличных гонках тем, кто в дальнейшем собирается заниматься профессиональным автоспортом.
Завершив карьеру автогонщика, Цутия остаётся в автоспорте в качестве официального судьи D1 Grand Prix. Он также являлся руководителем классов GT500 (1 год) и GT300 ARTA JGTC Team, пока в конце сезона 2005 GT300 не распалась. Являлся владельцем компании, занимающейся подвеской Kei Office, затем продал её в 2005. Фирменный цвет его одежды — Jade green (зеленый нефрит), его также придерживались участник D1 Grand Prix и один из сотрудников Kei Office.
Цутия владеет личным видеожурналом «Best Motoring», в котором он представляет тест-драйвы новых японских автомобилей, а один из разделов специализируется на испытании изменённых автомобилей.
После 1995 появляется в качестве приглашенного комментатора Формулы 1 на канале Fuji TV в Японии. Цутия консультировал сценаристов аниме Initial D, озвучил старого друга Бунты, бывалого гонщика (фактически, самого себя, в 23 серии первого сезона). Был главным редактором телевизионного аниме Wangan Midnight. Также принимал участие в почти биографической серии фильмов Shuto Kousoku Trial 2,3,4,5 и Max и присутствовал на Super GT magazine show в Японии.
На данное время владеет новой компанией DG5.

## Участие в гонках
1. 1977 Дебют в серии Freshman Фудзи.
2. 1977—1984 участие в чемпионате Japan Touring Car.
3. 1984 Fuji Freshman Series(Toyota AE86) = 6 побед
4. 1985 All Japan Touring Car Championship (Toyota AE86) 1 место в классе 3
5. 1986 Corolla Sprinter Cup 2 место
6. 1987 All Japan Touring Car Championship (Honda Civic) — 1 победа
7. 1988 Toyota Cup — 1 место
  - All Japan Touring Car Championship (BMW M30) — 3 класса 2
8. Macau Guia race (BMW M3) − 4 место
9. 1989 All Japan F3 championship
  - All Japan Touring Car championship (Ford Sierra Cosworth) — 1 победа
10. 1990 All Japan Touring Car championship (Ford Sierra Cosworth)
  - Macau Guia race (Ford Sierra Cosworth)
  - New Zealand Touring Car series (Toyota)
11. 1991 All Japan F3 championship (Ralt-Mugen) — 10 место
  - All Japan Touring Car championship (Nissan Skyline GT-R) — 5 место
12. 1992 All Japan Touring Car championship (Nissan Skyline GT-R)
13. 1993 All Japan Touring Car championship (Taisan Nissan Skyline GT-R) — 1 победа
  - Japan Endurance series (Honda Prelude) — 2nd Tsukuba 12-часов
14. 1994 All Japan GT championship (Porsche 911T) — 1 победа
  - All Japan Touring Car championship (Honda Civic)
  - Suzuka 1000 km (Porsche 911T) — 1 место в классе, 2-е итоговое
  - Le Mans 24 Hours (Honda NSX) — 18 место
15. 1995 All Japan GT championship (Porsche911TRSR)
  - All Japan Touring Car championship (Honda Civic)
  - Suzuka 1000 km (Honda NSX) — 5-е итоговое
  - Tokachi 12 Hours (Honda NSX) — 1-е место
  - Le Mans 24 Hours (Honda NSX) — 1 место в классе
16. 1996 All Japan GT championship (Honda NSX) — 13 место
  - Entered NASCAR Thunder Special race at Suzuka
  - Le Mans 24 Hours (Honda NSX) — 3 в своем классе
17. 1997 All Japan GT championship (Porsche 911/Dodge Viper) 1997 Все Чемпионат Японии GT (Porsche 911/Dodge Viper)
  - Fuji InterTec race (Toyota Chaser)
  - Suzuka 1000 km (Lark McLaren F1 GTR) — 9 место
  - Entered NASCAR Thunder Special race at Suzuka
  - Le Mans 24 Hours (Lark McLaren F1 GTR) квалифицирован 10-м, покинул гонку
18. 1998 All Japan Touring Car championship (Toyota Chaser) — 7th overall 1998 All Japan Touring Car Championship (Toyota Chaser) — 7 общий
  - All Japan GT championship (Toyota Supra) — 8 место
  - Le Mans 24 Hours (Toyota GT-One) — 9 место
  - NASCAR at the California Speedway.
19. 1999 Japan Touring Car Championship (Advan Altezza Touring car)
  - Le Mans 24 Hours (Toyota GT-One) — 2 место
20. 2000 Le Mans 24 Hours (Panoz LMP-1 Roadster-S) — 8 место
21. 2000—2003 вновь присоединился к команде ARTA racing an NSX в All Japan GT championship.